# Gerhard Mudrack
Gerhard Mudrack (* 25. Februar 1925; † 14. September 2006) war Leiter der Staatlichen Luftfahrtinspektion der DDR und Professor an der Berliner Humboldt-Universität.

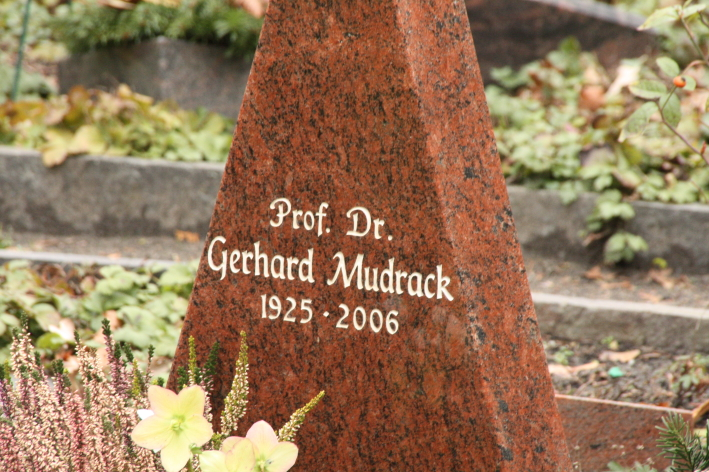
Grabstein auf dem Dankes-Friedhof in Berlin-Reinickendorf

Gerhard Mudrack wurde 1970 mit dem Thema Subjektiv verursachte Flugvorkommnisse im Betriebsteil Wirtschaftsflug der INTERFLUG: ihre Untersuchung und Verhütung an der Berliner Humboldt-Universität zum Dr. rer. pol. promoviert. Zum 1. Januar 1968 wurde er zum Leiter der Staatlichen Luftfahrtinspektion (SLI) der DDR berufen. Nach der Flugzeugkatastrophe von Luanda, bei der eine Iljuschin Il-18 der Interflug verunglückt war, erhob er schwere Vorwürfe gegen den Interflug-Generaldirektor Henkes wegen der Verletzung der Regeln zur Einhaltung der Flugsicherheit und Missachtung der Aufsichtsbehörde. Mudrack wurde daraufhin zum 31. August 1980 als Leiter der SLI abgelöst, zum Professor ernannt und auf den neu geschaffenen Lehrstuhl für Flugsicherheit an der Humboldt-Universität zu Berlin „weggelobt“. Nachfolger Mudracks als Leiter der SLI wurde mit Theodor Dadsitz ein ehemaliger Jagdflieger der NVA, von dem Henkes offenbar weniger Kritik erwartete.
Sein Grab befindet sich auf dem Dankes-Friedhof in Berlin-Reinickendorf.